# Pediaíos
Pediaíos är med 98 km Cyperns längsta flod. Den börjar i Troodosbergen och går bland annat genom huvudstaden Nicosia innan den mynnar i Famagustabukten vid den antika staden Salamis.